# 科法尼夫卡
49°28′11″N 35°48′0″E / 49.46972°N 35.80000°E
科法尼夫卡（烏克蘭語：Кофанівка），是烏克蘭東部的村莊，隸屬哈爾科夫州的別列斯京區。該村始建於1803年，面積0.6平方公里，海拔高度104米，2001年人口20，人口密度每平方公里33.2人。